# Amanda Hellberg
Amanda Elisabeth Hellberg, född 20 augusti 1973, är en svensk författare och illustratör. Hon skriver spänningsromaner med övernaturliga inslag för vuxna, men även barn- och ungdomslitteratur.
År 2009 nominerades hon till Borås Tidnings debutantpris för debutromanen Styggelsen.